# Uchowieck
Uchowieck (ukr. Уховець) – wieś na Ukrainie w rejonie kowelskim w obwodzie wołyńskim, liczy 826 mieszkańców.
Znajduje się tu przystanek kolejowy Uchowieck, położony na linii Sarny – Kowel.